# Nippon Ichi Software
Nippon Ichi Software, Inc., também conhecida pela sigla NIS (株式会社日本一ソフトウェア, Kabushiki gaisha Nippon Ichi Sofutowea) é a décima-quinta maior desenvolvedora e publicadora de jogos eletrônicos japonesa. Desde 2003, a empresa tem uma sede americana, em Santa Mônica na Califórnia. É responsável pela publicação de títulos como Disgaea: Hour of Darkness, Phantom Brave, La Pucelle: Tactics and Rhapsody: A Musical Adventure e Prinny: Can I Really Be A Hero?.

## História
A Nippon Ichi Software Inc. foi fundada em setembro de 1991 na Província de Gifu, no Japão, como uma desenvolvedora de softwares para entretenimento. Foi relocalizada e reincorporada no dia 12 de julho de 1993. Desde então, a Nippoin Ichi cresceu internacionalmente como uma desenvolvedora de jogos eletrônicos para consoles de videogame. NIS America, subsidiária da Nippon Ichi Software, estabilizou suas operações na América do Norte no dia 24 de dezembro de 2003. Localizada em Santa Ana (Califórnia), a NIS America cuida de operações como internacionalização, marketing e publicação dos títulos da Nippon Ichi.
A NIS America foi resultado do desejo da companhia de focar na publicação de seus trabalhos nos Estados Unidos, aumentando a popularidade de seus títulos. Entretanto, os títulos da NIS que apareceram nos EUA foram distribuídos por publicadoras terceiras. Exemplos notáveis são Disgaea: Hour of Darkness, publicada na América do Norte pela Atlus e na Europa pela Koei, e La Pucelle, publicada na América do Norte pela Mastiff. A NIS acabou se tornando conhecida no mercado norte-americano, tendo ganho o prêmio de "Publicadora do Ano" em 2009, pela RPGLand.
Nippon Ichi significa "Melhor do Japão" ou "#1 no Japão", e frequentemente é abreviada como "N1".

## Jogos
Apesar de companhia ter desenvolvido diversos RPGs, a maioria dos últimos lançamentos da Nippon Ichi foram de RPG tático. Muitos personagens de títulos antigos, independente se é da mesma série ou não, aparecem nos jogos mais novos(como Overlord Zetta, que aparece em Disgaea 2). As séries Rhapsody, Disgaea, Phantom Brave, Makai Kingdom e Soul Nomad são conectadas pelos seus personagens secretos.
Jogos de outros gêneros, como Cooking Fighter Hao e Prinny: Can I Really Be A Hero, também foram publicados pela companhia, apesar de a maioria deles não terem sido lançados no Japão. Os jogos mais populares da empresa são da série Disgaea. Todos os jogos são conectados, as vezes por ser o mesmo mundo, outras por terem as mesmas criaturas, ou por terem como tirano o Baal.